# Grisbacka

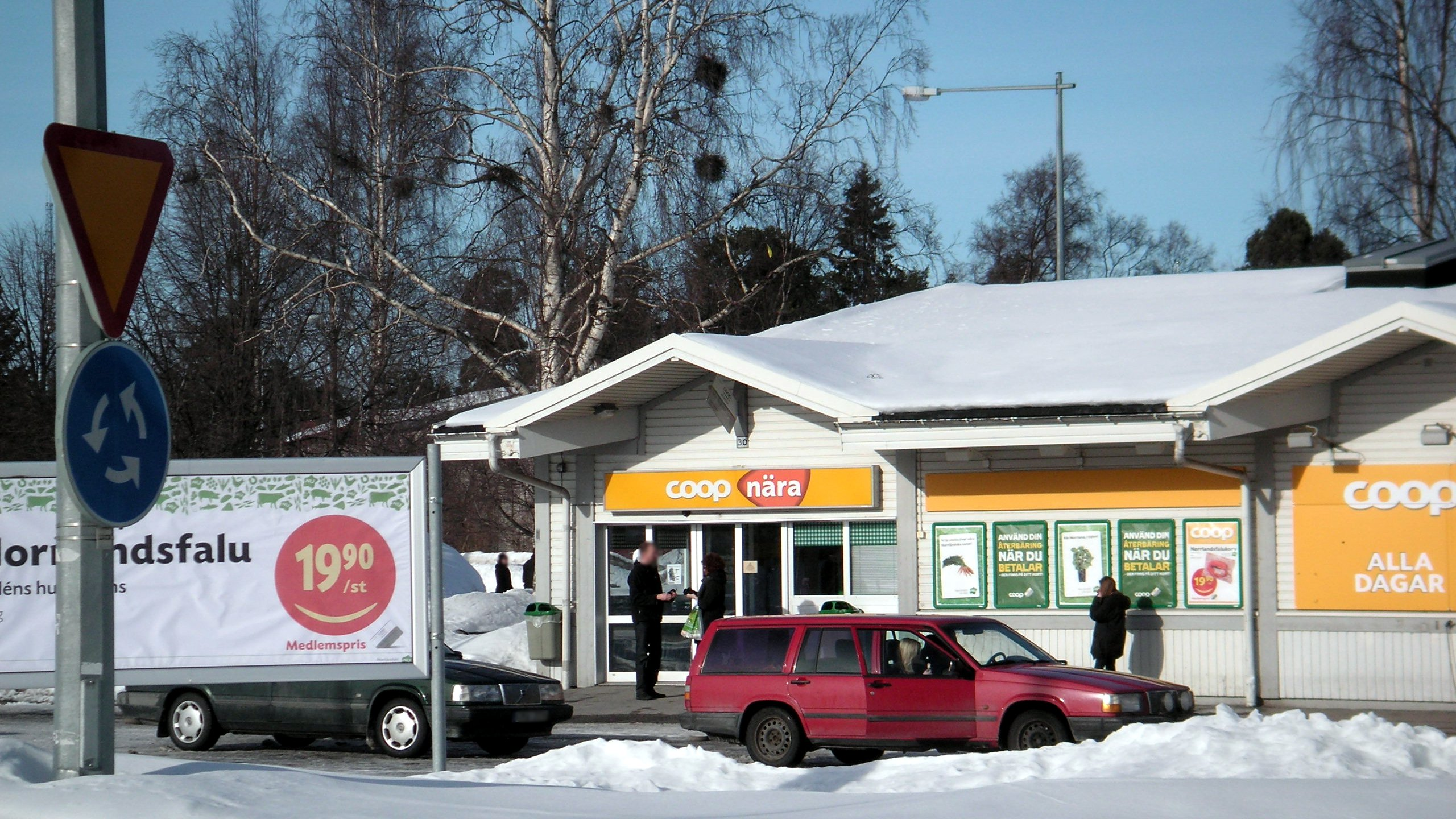
Coop Nära i Grisbacka.

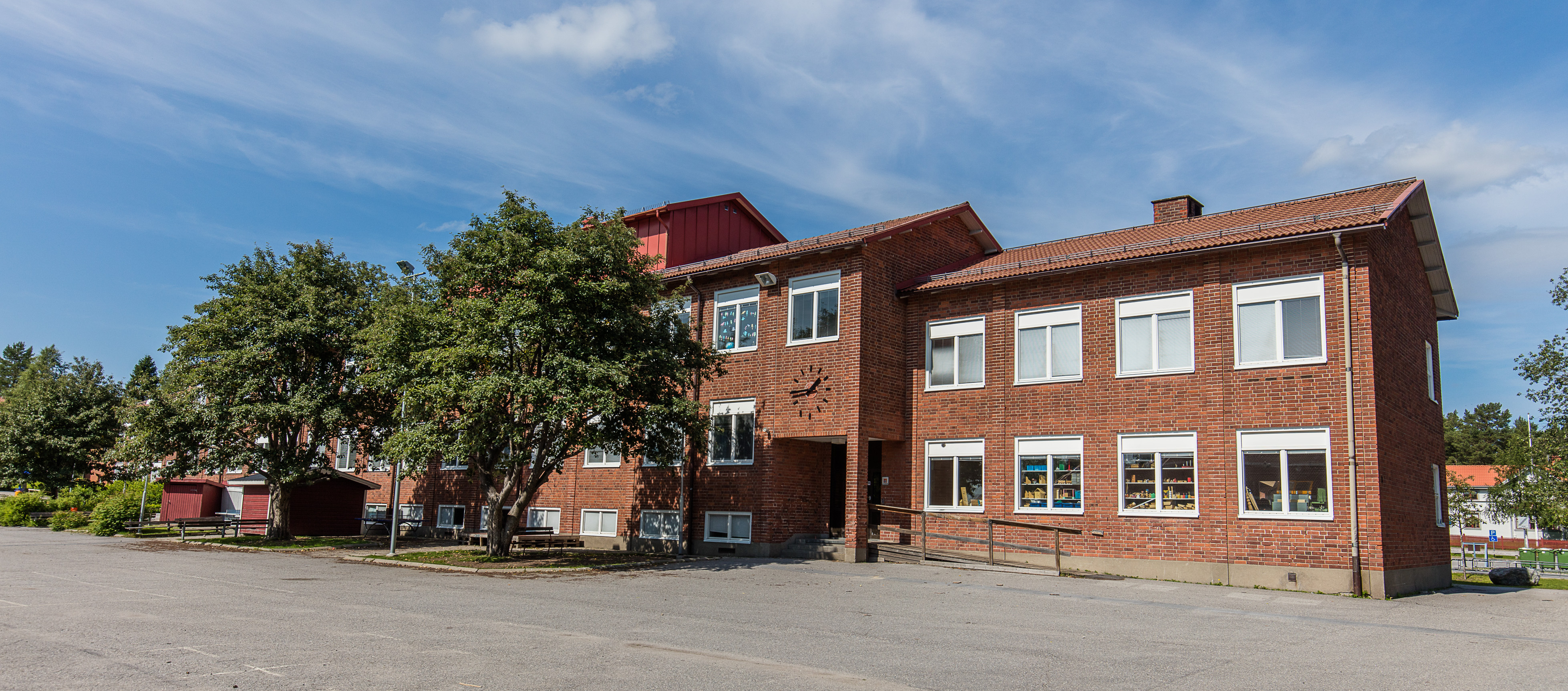
Grisbackaskolan.

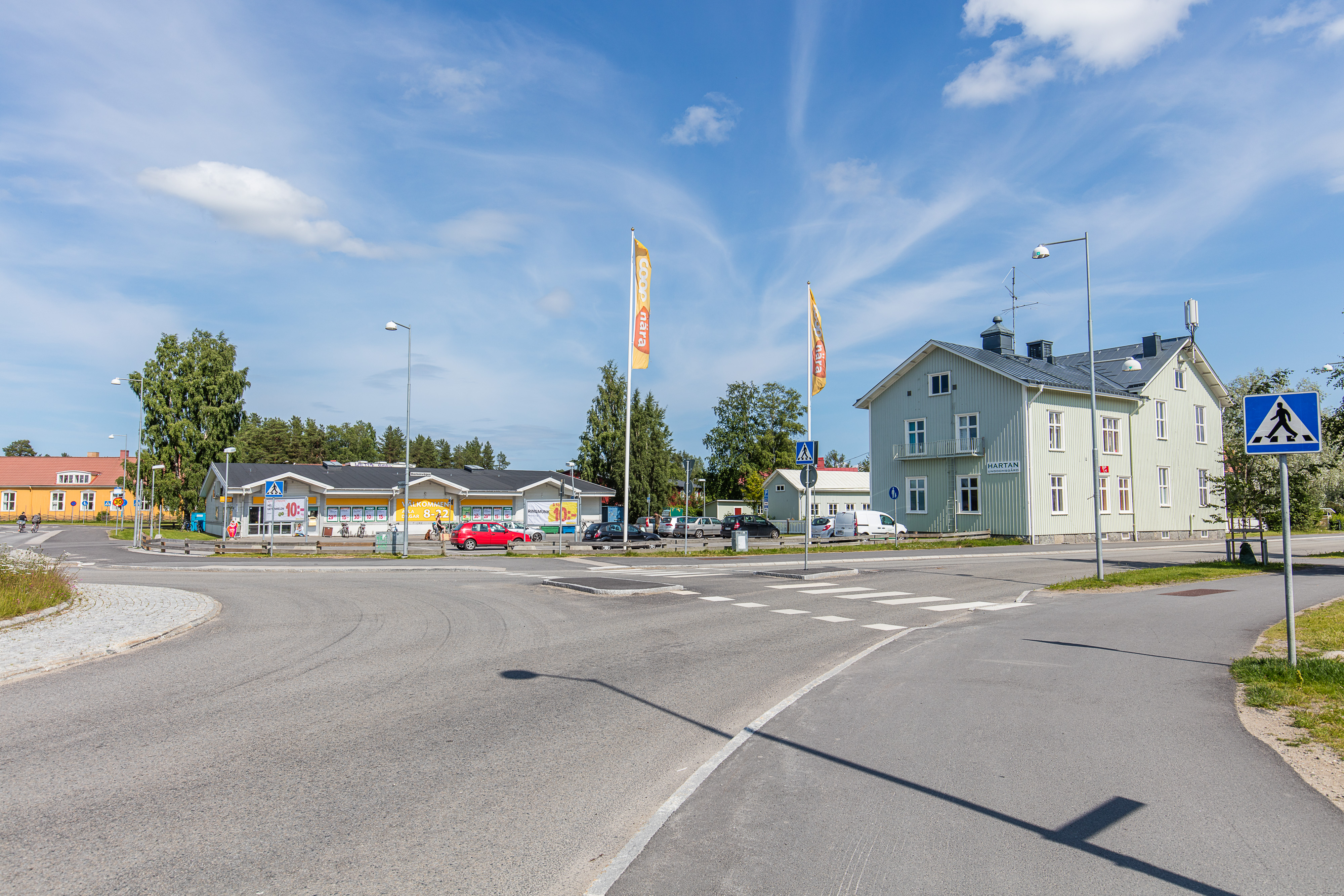
Rondell på Backenvägen, med Hartvigsgården i bakgrunden.

Grisbacka är en gammal by, numera en stadsdel inom Umeå, belägen vid Umeälvens norra strand ca 3 km väster om centrum. Tillsammans med Grubbe och Västerhiske ingår den i det större området Backen.
Grisbacka gränsar i väster till Grubbe och Västerhiske och i öster mot Ytterhiske (numera en del av stadsdelen Väst på stan). Gränsen mellan Grisbacka och Ytterhiske gick förr delvis i Tvärån. I norr finns Vännäsvägen eller Blå vägen (E12) och norr om den Rödäng och Västerslätts industriområde. I söder avgränsas Grisbacka av Umeälven, på vars andra sida Röbäck ligger. Bebyggelsen utgörs huvudsakligen av äldre Västerbottensgårdar och villor från 1900-talet som uppförts sedan man successivt upphört med jordbruk i området - det sista jordbruket avvecklades på 1970-talet. Rakt genom Grisbacka i väst-östlig riktning går Backenvägen, som i öster ansluter till Storgatan som går in mot Umeå centrum.

## Historia

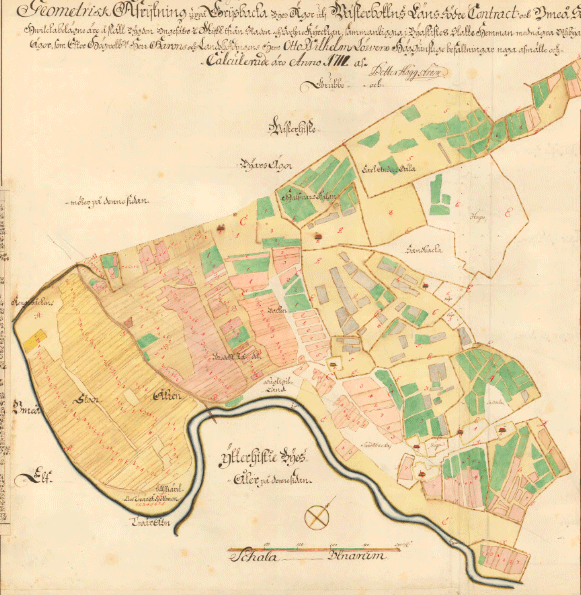
Geometrisk avritning av Grisbacka by från 1711. Byn avgränsas i söder av Umeälven och i öster av Tvärån.

Byn hette tidigare Backe.  I bågskattelängden för 1539 hade Backe fem bönder/hemman i byn, varav tre var de välbärgade Jöns, Jon och Nils Griis. I byn bodde även Per Swenske och Olof Smed. Byn kallas även Griisebacke enligt Umeå sockens saköreslängd år 1539, sannolikt efter en stamgård i östra delen av byn, som dominerades av släkten Griis. Det här "ärftliga" tillnamnet innehades även av bönderna Sibjörn och Lasse Griis i byn Östteg i Umeå socken under samma år. Det är troligen att de här bönderna Griis var släkt med varandra antagligen från 1400-talets mitt. Då omnämns nämligen Lasse Griis, danneman i Umeå socken, enligt en svensk eftermedeltida avskrift daterad 1448-07-29. 
Kungens befallningsman Lasse Olsson, som förvärvat mark i bland annat Grisbacka, Grubbe och Västerhiske, upplät 1556 denna mark till anläggandet av Umeå kungsgård. Av denna finns spår i vissa namn, Kungsgårdsvägen, Kungsängsvägen och Kungsängen. Strandområdet kallades 1668 Kungsstranden och låg vid Griisgården, där kronofiske bedrevs. Grisbackaåkern sträcker sig norr om stranden från Tvärån i öster till Ytterlund och Gran i väster, och är ännu obebyggt grönområde. Norrut ligger Sandåkern, som har hört till Grisbacka. Vissa ortnamn anger att det länge fanns varg i byn: Varghålet mot Ytterhiske och Varggärdet vid Rödberget. Tvärån användes från 1600-talet till att driva kvarnar. Från 1800-talet finns beskrivet att man vid Rödberget utvann ockra, ett färgämne som användes för att bestryka hus.

## Kyrkor och skolor
I Grisbacka finns sedan 1980 Grisbackakyrkan, som är ett ombyggt bönehus från 1936. Kyrkan tillhör Umeå landsförsamling men är en samarbetskyrka med EFS. 
Grisbackaskolan är en F-6 skola.